# Тенипозид
Тенипозид — цитостатический препарат из группы ингибиторов топоизомеразы II. Относится к полусинтетическим производным подофиллотоксина.

## Фармакологическое действие
Ингибирует вступление клеток в митоз. Препятствует инкорпорации тимидина в S фазе, угнетает митохондриальное дыхание.

## Показания
Лимфогранулематоз, неходжкинские лимфомы, острый лейкоз у детей и взрослых, рак мочевого пузыря, нейробластома, опухоль мозга.

## Режим дозирования
Устанавливают индивидуально, в зависимости от показаний и стадии заболевания, состояния системы кроветворения, схемы противоопухолевой терапии.

## Побочное действие
Со стороны пищеварительной системы: тошнота, рвота, диарея, стоматит.
Со стороны системы кроветворения: лейкопения, нейтропения, тромбоцитопения.
Прочие: алопеция, аллергические реакции; редко — анафилактический шок.
Местные реакции: флебит в месте введения.

## Противопоказания
Миелодепрессия, выраженные нарушения функции печени и/или почек.

## Беременность и лактация
Тенипозид противопоказан к применению при беременности. Женщинам детородного возраста следует применять надежные методы контрацепции во время терапии тенипозидом. При необходимости применения во время лактации следует решить вопрос о прекращении грудного вскармливания.

## Особые указания
Можно применять в составе комбинированной противоопухолевой терапии.

## Лекарственное взаимодействие
При одновременном применении фенитоина или фенобарбитала повышается клиренс тенипозида, что приводит к уменьшению его эффективности.
При одновременном применении с циклоспорином возможно уменьшение клиренса тенипозида, увеличение терминального периода полувыведения, значений Cmax, повышение токсичности.